# Чарна Бјалостоцка
Чарна Бјалостоцка (пољ. Czarna Białostocka) град је у Пољској у Војводству подласком. По подацима из 2012. године број становника у месту је био 9737.

## Становништво
| 2012. |
| ----- |
| 9.737 |